# Paul Aymé
Paul Aymé (Marsiglia, 29 luglio 1869 – Madrid, 25 luglio 1962) è stato un tennista francese.

## Palmarès
- Vincitore del campionato Roland-Garros della Francia per quattro volte consecutive: nel 1897, 1898, 1899 e 1900.